# Yeung Nga Ting
Lianne Yeung Nga Ting (chinesisch 楊雅婷, * 13. Oktober 1998 in Hongkong) ist eine Badmintonspielerin aus Hongkong.

## Karriere
Yeung Nga Ting siegte 2017 und 2018 bei den Tata Open. 2022 gewann sie das Denmark Masters. 2024 startete sie bei den Olympischen Spielen in Paris. Im Damendoppel schied sie dabei gemeinsam mit Yeung Pui Lam schon in der Vorrunde aus.

## Erfolge

### BWF International Challenge/Series
Damendoppel
| Jahr | Wettbewerb                              | Partner       | Gegner                       | Ergebnis            | Resultat |
| ---- | --------------------------------------- | ------------- | ---------------------------- | ------------------- | -------- |
| 2017 | Tata Open India International Challenge | Ng Tsz Yau    | Ng Wing Yung Yuen Sin Ying   | 23–25, 21–14, 21–19 | Sieger   |
| 2018 | Singapur International                  | Ng Wing Yung  | Ng Tsz Yau Yuen Sin Ying     | 17–21, 17–21        | Finalist |
| 2018 | Tata Open India International Challenge | Ng Wing Yung  | J. Meghana Poorvisha S. Ram  | 21–10, 21–11        | Sieger   |
| 2021 | Bahrain International                   | Yeung Pui Lam | Ng Tsz Yau Tsang Hiu Yan     | 21–13, 21–18        | Sieger   |
| 2021 | Bahrain International Challenge         | Yeung Pui Lam | Ng Tsz Yau Tsang Hiu Yan     | 21–12, 21–18        | Sieger   |
| 2022 | Portugal International                  | Yeung Pui Lam | Sharone Bauer Vimala Hériau  | 21–14, 21–8         | Sieger   |
| 2022 | Polish Open                             | Yeung Pui Lam | Lee Chia-hsin Teng Chun-hsun | 21–9, 21–18         | Sieger   |
| 2022 | Dutch International                     | Yeung Pui Lam | Ng Tsz Yau Tsang Hiu Yan     | 20–22, 21–14, 21–23 | Finalist |
| 2022 | Denmark Masters                         | Yeung Pui Lam | Jin Yujia Crystal Wong       | 21–12, 21–17        | Sieger   |

Mixed
| Jahr | Wettbewerb                              | Partner       | Gegner                                      | Ergebnis            | Resultat |
| ---- | --------------------------------------- | ------------- | ------------------------------------------- | ------------------- | -------- |
| 2017 | Tata Open India International Challenge | Mak Hee Chun  | Chang Tak Ching Ng Wing Yung                | 21–11, 17–21, 21–18 | Sieger   |
| 2021 | Bahrain International                   | Law Cheuk Him | Lee Chun Hei Ng Tsz Yau                     | 21–23, 12–21        | Finalist |
| 2021 | Bahrain International Challenge         | Law Cheuk Him | Akbar Bintang Cahyono Winny Oktavina Kandow | 11–21, 21–13, 21–11 | Sieger   |